# قرار مجلس الأمن التابع للأمم المتحدة رقم 1975
قرار مجلس الأمن التابع للأمم المتحدة رقم 1975، المتخذ بالإجماع في 30 مارس 2011، بعد التذكير بالقرارات السابقة بشأن الوضع في كوت ديفوار (ساحل العاج)، بما في ذلك القرارات 1572 (2004)، 1893 (2009)، 1911 (2010)، 1924 (2010) و1933 (2010) و1942 (2010) و1946 (2010) و1951 (2010) و1962 (2010) و1967 (2011) و1968 (2011)، طالب المجلس لوران غباغبو بالتنحي عن منصبه كرئيس (السماح للرئيس المعترف به دوليًا الحسن واتارا بتولي السلطة) وفرض عقوبات عليه وعلى المقربين منه.
قدم القرار فرنسا ونيجيريا.

## القرار

### المطالبات
حث المجلس، عملاً بالفصل السابع من ميثاق الأمم المتحدة، جميع الأطراف في ساحل العاج على احترام إرادة الشعب وانتخاب الحسن واتارا رئيساً لساحل العاج، على النحو الذي اعترفت به الجماعة الاقتصادية لدول غرب أفريقيا والاتحاد الأفريقي وبقية دول المجتمع الدولي. كما طالبت بوقف فوري للعنف ضد المدنيين. علاوة على ذلك، تم حث الأطراف على متابعة الحل السياسي الذي عرضه الاتحاد الأفريقي، وتعرض لوران غباغبو لانتقادات لعدم قبول الحل وحُثَّ على التنحي.
وأدان القرار الهجمات التي تشنها قوات الدفاع والميليشيات والمرتزقة ضد قوات حفظ السلام التابعة للأمم المتحدة، وحث قوات لوران غباغبو وأنصاره على التعاون الكامل مع عملية الأمم المتحدة في ساحل العاج:(UNOCI). علاوة على ذلك، تم إدانة الهجمات ضد المدنيين بشدة وكرر المجلس التأكيد على أن عملية الأمم المتحدة في ساحل العاج (UNOCI). ويمكن أن تستخدم «جميع التدابير اللازمة» لحماية المدنيين المعرضين لتهديد وشيك بالهجوم.
تم حث جميع الأطراف على التعاون مع عملية الأمم المتحدة في ساحل العاط ودعم القوات الفرنسية كجزء من عملية يونيكورن، من خلال ضمان سلامتهم وحرية تنقلهم في ساكل العاج، فضلاً عن التعاون مع تحقيق مستقل أجراه مجلس الأمن عن طريق مجلس حقوق الإنسان التابع للأمم المتحدة. أدينت وسائل الإعلام الحكومية في ساحل العاج، بما في ذلك البث التلفزيوني الإيفواري، بالتحريض على العنف وحَثتْ على رفع القيود المفروضة على حرية التعبير.
وكان هناك قلق من زيادة عدد اللاجئين والمشردين داخليا، ولا سيما في ليبيريا، وطالب لوران غباغبو برفع الحصار عن الفندق الذي حاصره جنود عملية الأمم المتحدة في ساحل العاج (UNOCI) وحمايته.

#### الأفراد الخاضعون للعقوبات
أخيرًا، فرض المجلس عقوبات مالية وسفرًا على الأفراد التالية أسماؤهم لعرقلة عملية السلام:
- لوران غباغبو (الرئيس السابق لساحل العاج)
- سيمون غباغبو (رئيس المجموعة البرلمانية للجبهة الشعبية الإيفوارية)
- ديزيريه تاغرو (الأمين العام لرئاسة لوران غباغبو)
- باسكال أفي نغيسان (رئيس الجبهة الشعبية الإيفوارية)
- ألكيد دجيدجي (مستشار مقرب من لوران غباغبو).

## روابط خارجية
- نص القرار في undocs.org